# Eigil Christiansen
Eigil Adolph Kragh Christiansen (ur. 16 maja 1894 w Breviku, zm. 12 czerwca 1943 w Oslo) – norweski żeglarz, olimpijczyk.
Na regatach rozegranych podczas Letnich Igrzysk Olimpijskich 1912 wystąpił w klasie 6 metrów zajmując 5 pozycję. Załogę jachtu Sonja III tworzyli również Hans Christiansen i Edvart Christensen.
Syn Hansa Christiansena.